# Jean Lhomme
Jean Lhomme, né le 7 avril 1901 à Bordeaux, mort le 5 novembre 1987 à Neuilly-sur-Seine, est un économiste français. Il fut professeur à la faculté de Droit et des Sciences Économiques de Paris et l'un des membres fondateurs de la Revue économique créée en 1950 avant d'en être son président de 1966 à 1971.

## Biographie

### Jeunesse, études et premières occupations
Jean Lhomme est né le 7 avril 1901 à Bordeaux. Il obtient son baccalauréat littéraire à 16 ans, puis commence une licence de lettres et une licence droit.
Comme son père meurt en 1918, il se retrouve très tôt chargé de famille : dès 19 ans, avec déjà deux licences, il commence à travailler et donne des cours de philosophie dans différentes petites villes de province : Loudun, Guéret et Castelnaudary tout en continuant ses études. Il passe l'agrégation de lettres, puis des études de droit à l'université de Toulouse.

### Carrière dans le professorat
Mi-mai 1922, il est victime d’un grave accident qui le condamne à l’inactivité pendant six mois. Cela change le cours de sa vie : il voulait faire l’inspection des Finances, mais ce métier est très itinérant et son état ne lui permettait plus de nombreux déplacements. Il opte donc définitivement pour le professorat et passe l’agrégation de droit. Il soutient sa thèse à l’université de Toulouse, sur le sujet des « Anciens et nouveaux impôts directs. Étude critique des transformations du système fiscal français depuis 1914 ».
Une fois agrégé, il est d’abord nommé à l'Université d’Alger, puis, vers les années 1930, à l'Université de Lille,. Par la suite, il est appelé à Paris où il fera le reste sa carrière.
Professeur à la faculté de droit et des sciences économiques de Paris, il devient directeur d’études à l’École pratique des hautes études (EPHE) dans la section Sciences Économiques et Sociales – la future EHESS .
Il enseigne également à HECJF (Haut enseignement commercial pour les jeunes filles). Il est l'un des membres fondateurs de la « Revue économique, » (créée en 1950) avant d'en être le président de 1966 à 1971.
Il dirige de nombreuses thèses. Il écrit beaucoup et a publié une trentaine d’ouvrages : livres, cours, conférences, notes, préfaces,.

### Vie privée
Il épouse Simone-Jeanne-Marie Rougier (30 juin 1910) le 18 décembre 1935, à Bordeaux. Intellectuelle, elle a préparé l'agrégation de philosophie à une époque où ce n’était pas courant pour les filles. Elle collabore régulièrement avec son mari, en l’aidant dans ses recherches documentaires et dactylographiant ses manuscrits. Le couple s’installe à Paris dans le XVIIe arrondissement. Ils auront trois enfants.
Jean Lhomme meurt le 5 novembre 1987. Il est enterré au cimetière de Quinsac, en Gironde.

## Œuvre

### Première période (1928 – 1945)
La première partie de l’œuvre de Jean Lhomme fut consacrée à des études de politiques économiques et sociales, en particulier aux expériences d'économie dirigée ou planifiée (Allemagne, URSS, France pendant la guerre) et à la politique sociale et redistributive mise en œuvre en Grande-Bretagne.

### Seconde période (1945 – 1974)
Après la guerre, Jean Lhomme a privilégié les travaux de sociologie et d'histoire économique ; ses principales contributions portent, d'une part, sur l'analyse des classes sociales et de leurs relations, sur le pouvoir économique et, d'autre part, sur l'histoire de la bourgeoisie en France. Il écrit dans la revue d'André Marchal.

## Principaux écrits

### Articles
- « La conférence de Genève et la trêve douanière ». In : Revue générale de droit international public, janvier 1931
- « Conférence économique d'Ottawa et ses résultats ». In : Revue générale de droit international public, mars – avril 1933
- « L'évolution du salaire dans l'Allemagne contemporaine ». In : Revue politique et parlementaire, août 1933
- « L'économie allemande contemporaine ». In : Revue d'histoire de la philosophie et d'histoire générale de la civilisation, juillet 1935
- « L'économie de l'Italie contemporaine ». In : Revue d'histoire de la philosophie et d'histoire générale de la civilisation, juillet 1936
- « L'économie soviétique ». In : Revue d'histoire de la philosophie et d'histoire générale de la civilisation, juillet 1937
- « Classes sociales et transformations économique ». In : Economie et humanisme, 1945
- « L'autarcie, ses survivances probables ou possibles ». In : Revue générale de droit international public, 1946
- « Deux expressions statistiques de la réalité sociale : le total et la moyenne ». In : Revue d'économie politique, 1947
- « Le profit et les structures sociales ». In : Revue économique, 1952
- « Matériaux pour une théorie de la structure économique et sociale ». In : Revue économique, volume 5, no 6, 1954
- « Considérations sur le pouvoir économique et sa nature ». In : Revue économique, volume 9, no 6, 1958
- « La notion de pouvoir social ». In : Revue économique, volume 10, no 4, 1959

### Ouvrages
- Le taux de l'intérêt et l'évolution économique. Sirey, Paris, 1936
- Le problème des classes. Doctrines et faits. Sirey, Paris, 1938
- L'impôt sur le revenu en Angleterre. Traité théorique et pratique. Librairie générale de droit et de jurisprudence, Paris, 1939
- Capitalisme et économie dirigée dans la France contemporaine. Librairie générale de droit et de jurisprudence, Paris, 1942
- Comment former des élites. PUF, Paris, 1943
- Utilisation, gaspillage, prodigalité. Librairie de Médicis, Paris, 1946
- La politique sociale de l'Angleterre contemporaine. PUF, Paris, 1953
- La grande Bourgeoisie au pouvoir (1830-1880) : Essai sur l'histoire sociale de la France. PUF, Paris, 1960
- Pouvoir et société économique. Cujas, Paris, 1966

## Décorations
- Officier de la Légion d'honneur[10]
- Commandeur de l'ordre national du Mérite
- Commandeur de l'ordre des Palmes académiques